# Indalmus hanchunglinensis
Indalmus hanchunglinensis là một loài bọ cánh cứng trong họ Endomychidae. Loài này được Li miêu tả khoa học năm 1992.